# И виолине су престале свирати
И виолине су престале свирати (пољ. I Skrzypce Przestały Grać) јесте пољско-америчка историјска драма из 1988. године, коју је режирао, написао и продуцирао Едвард Клосински. Филм је заснован на биографском роману Клосинског о групи Рома присиљених да беже од нацистичког режима током геноцида над Ромима за време Другог светског рата.
Филм је снимљен на локација у градовима Лањцут, Лођ и Краков.

## Прича
Прича почиње 1941. у Варшави, у Пољској. Истакнути ромски виолиниста Димитр Мирго забавља групу немачких војних и СС официра у ресторану. Немци уживају у забави и уверавају музичаре да текуће уклањање Јевреја из региона нема никакве везе са Ромима јер су они „аријевци“ баш као и Немци. Димитр води своју породицу возом у Брест Литовск док га бегунац из концентрационог логора упозорава шта се дешава са Јеврејима у Варшави. Породица се придружује групи Рома на периферији Брест-Литовска. Локални немачки командант посећује логор и каже Ромима да им даје куће у којима су живели Јевреји који су „пресељени” (еуфемизам за слање у концентрационе логоре). Димитр одмах схвата истину и тражи од старешине ромске заједнице да предводи њену евакуацију у Мађарску, која је тада још увек била независна. Вођа не жели да се повинује, а савет заједнице га на крају приморава да поднесе оставку, дајући уместо тога свој положај Димитру Мирги. Син свргнутог вође био је верен за прелепу Ромкињу по имену Зоја Наткин (Маја Рамати), која је уместо тога одлучила да се уда за Димитровог сина Романа.
На свом путу за Мађарску, неки Роми напуштају групу и убијају их нацисти. Други су се добровољно одвојили у нади да ће због мањег броја чланова групе на путу изгледати да су трговци, а не Роми. Димитрова мала компанија продаје своје злато и вредности да би купила коње од друге ромске заједнице, омогућавајући њиховој групи да се брже креће. Многи су ипак убијени од стране нациста. Локално становништво које има симпатије за Роме их сахрањује и пружа прилику друговима да се сретну и оплакују губитак ближњих. Временом, одлучни Димитр стиже у Мађарску са својом знатно смањеном групом, укључујући његову супругу Валу, његовог сина Романа и снају Зоју, Зојину породицу и Романовог „супарника“, којег су убили нацисти. Сви Димитрови напори показали су се узалудни када Немци збаце мађарску владу у Мађарској 1944. године.
Нацистичка колона води заробљене Роме у Аушвиц, где злогласни пуковник Кругер изводи медицинске експерименте над затвореницима. Пре њиховог доласка, Димитрова ћерка бежи кроз прозор једног од сточних камиона. У логору, Димитр Мирга је приморан да игра за нацисте, док његов син Роман добија мање привилегије због превођења. Међутим, када Романова жена Зоја умре, младић почиње да размишља о очевом предлогу да побегне. Роман прилази свом пријатељу и бившем ривалу, и препознајући да су њихове породице обележене смрћу, њих двоје се саглашавају да побегну из логора. Њихов покушај успева. Они се повезују са Романовом млађом сестром која је побегла из камиона за стоку.
Филм се завршава окончањем рата. Док три ромска вагона крећу у залазак сунца, носећи — вероватно — Романа, његовог пријатеља и његову млађу сестру, наратор закључује да „ромска нација тек треба да добије било какву надокнаду“.

## Глумачка подела
| Глумац             | Улога             |
| ------------------ | ----------------- |
| Horst Buchholz     | Димитр Мирга      |
| Пјотр Полк         | Роман Мирга       |
| Марне Мајтланд     | Санду Мирга       |
| Јан Мачулски       | пуковник Кругер   |
| Александер Бардини | Гречко Сзура      |
| Јержи Новак        | професор Епштин   |
| Владислав Комар    | Домбровски        |
| Виктор Зборовски   | Томаш             |
| Александер Форд    | Зенон             |
| Диди Рамати        | Вала Мирга        |
| Маја Рамати        | Зоја Наткин/Мирга |
| Касиа Сивак        | Мара Мирга        |